# گمینا خنوو
گمینا خنوو (به لهستانی:  Gmina Chynów) یک گمینا در لهستان است که در شهرستان گرویتس واقع شده‌است. گمینا خنوو ۱۳۷٫۰۷ کیلومتر مربع مساحت و ۹٬۴۴۲ نفر جمعیت دارد.